# Bill McKibben
William Ernest McKibben (1960), conocido como Bill McKibben, es un ambientalista estadounidense, especialmente conocido en su país por sus escritos sobre el impacto del calentamiento global. Es el «Schumann Distinguished Scholar» en el Middlebury College.

## Biografía
McKibben reside actualmente en Vermont con su esposa, la escritora Sue Halpern, y con su hija Sofía, nacida en 1993 en Glens Falls, New York. Es Profesor distinguido de la Schumann en Middlebury College, donde también dirige las Becas Middlebury en Periodismo Ambiental. McKibben es seguidor del Instituto Post-Carbono. Además, es metodista y en sus escritos donde de cierta naturaleza espiritual.
Lidera la organización ambientalista 350.org, la cual realiza actividades en muchos países del mundo.

## Publicaciones
- The End of Nature (1990) ISBN 0-385-41604-0
- The Age of Missing Information (1992) ISBN 0-394-58933-5,
- Hope, Human and Wild: True Stories of Living Lightly on the Earth (1995) ISBN 0-316-56064-2
- Maybe One: A Personal and Environmental Argument for Single Child Families (1998) ISBN 0-684-85281-0
- Hundred Dollar Holiday (1998) ISBN 0-684-85595-X
- Long Distance: Testing the Limits of Body and Spirit in a Year of Living Strenuously (2001) ISBN 0-452-28270-5
- Enough: Staying Human in an Engineered Age (2003) ISBN 0-8050-7096-6
- Wandering Home (2005) ISBN 0-609-61073-2
- The Comforting Whirlwind: God, Job, and the Scale of Creation (2005) ISBN 1-56101-234-3
- Deep Economy: The Wealth of Communities and the Durable Future (2007) ISBN 0-8050-7626-3
  - Crítica en Tim Flannery, "We're Living on Corn!" The New York Review of Books 54/11 (28 June 2007): 26-28
- Fight Global Warming Now: The Handbook for Taking Action in Your Community (2007) ISBN 9780805087048
- The Bill McKibben Reader: Pieces from an Active Life (2008) ISBN 9780805076271
- American Earth: Environmental Writing Since Thoreau (edited) (2008)
- Eaarth: Making a Life on a Tough New Planet (2010)
- Michael P. Nelson and Kathleen Dean Moore (eds.). Bartolomé I y Pope John Paul II (con otros autors).  Moral Ground: Ethical Action for a Planet in Peril. Trinity University Press, 2010 ISBN 9781595340665
- Time for Some Angry Work 06-24-2010 Sojourners
- Why Not Frack? (March, Apri, & May 2012) The New York Review of Books
- The Eco Elephant: John J. Simpson, reply by Bill McKibben May 12, 2011 New York Review of Books
- Warning on Warming (2007) New York Review of Books
- Bill McKibben's Battle Against the Keystone XL Pipeline February 28, 2013 BusinessWeek
- Power to the People; Why the rise of green energy makes utility companies nervous. June 29, 2015 The New Yorker